# Epitetiska bestämningar
Epitetiska bestämningar eller Homeriska epitet, ofta stående (fasta), ofta flerladdade epitet.
Bestämningarna sägs tillkommit för att passa in i hexameterns formspråk.
Exempel ur Homeros Iliaden:
- "Honom svarade strax snabbfotade hjälten Akilles"